# Covema
Covema srl è stata un'azienda storica italiana specializzata nella progettazione di macchinari per la lavorazione della materia plastica, con sede a Milano in via Fontana 1. Fondata nel 1953 dai fratelli Terragni e Felice Zosi, comprendeva anche le società Corima spa, G.B.F. Costruzioni Meccaniche spa, GBF SA iberica, RIAP spa, FIRS spa, Covepla Spagna (specializzata in macchine per termoindurenti), Omam spa, Plastiform srl, Caccia srl, Floraplant Srl, Technical Dies Srl, Covema SAE. Nei primi anni '70 operava in 140 paesi del mondo.

## Storia
Fondata a Milano nel 1953, la Covema (Commissionaria Vendita Macchine) si dedica dapprima alla commercializzazione di macchinari per la trasformazione della plastica. Tale attività di commercializzazione fu di grande aiuto alla crescita e sviluppo della Luigi Bandera spa di Busto Arsizio che all'epoca stava realizzando i primi impianti di estrusione in bolla per produrre sacchetti e teli di plastica. Uno dei mercati di grande successo di tale iniziale attività di Covema fu il mercato statunitense dove grazie all'intermedizione di Covema la Luigi Bandera spa esportò decine e decine di impianti in bolla durante gli anni cinquanta. Nel 1959 il gruppo Covema durante la fiera K di Düsseldorf (la più importante del settore) ebbe 13 000 visite nel suo stand, registrando dunque un record mai raggiunto da alcuna società del settore a livello mondiale. Nel 1965 il gruppo Covema partecipò alla prima fiera del settore della plastica dell'URSS a Mosca. In questa occasione i fratelli Terragni ebbero la possibilità di presentare i macchinari appena sviluppati al presidente Leonid Brežnev e al ministro Leonid Kostandov.

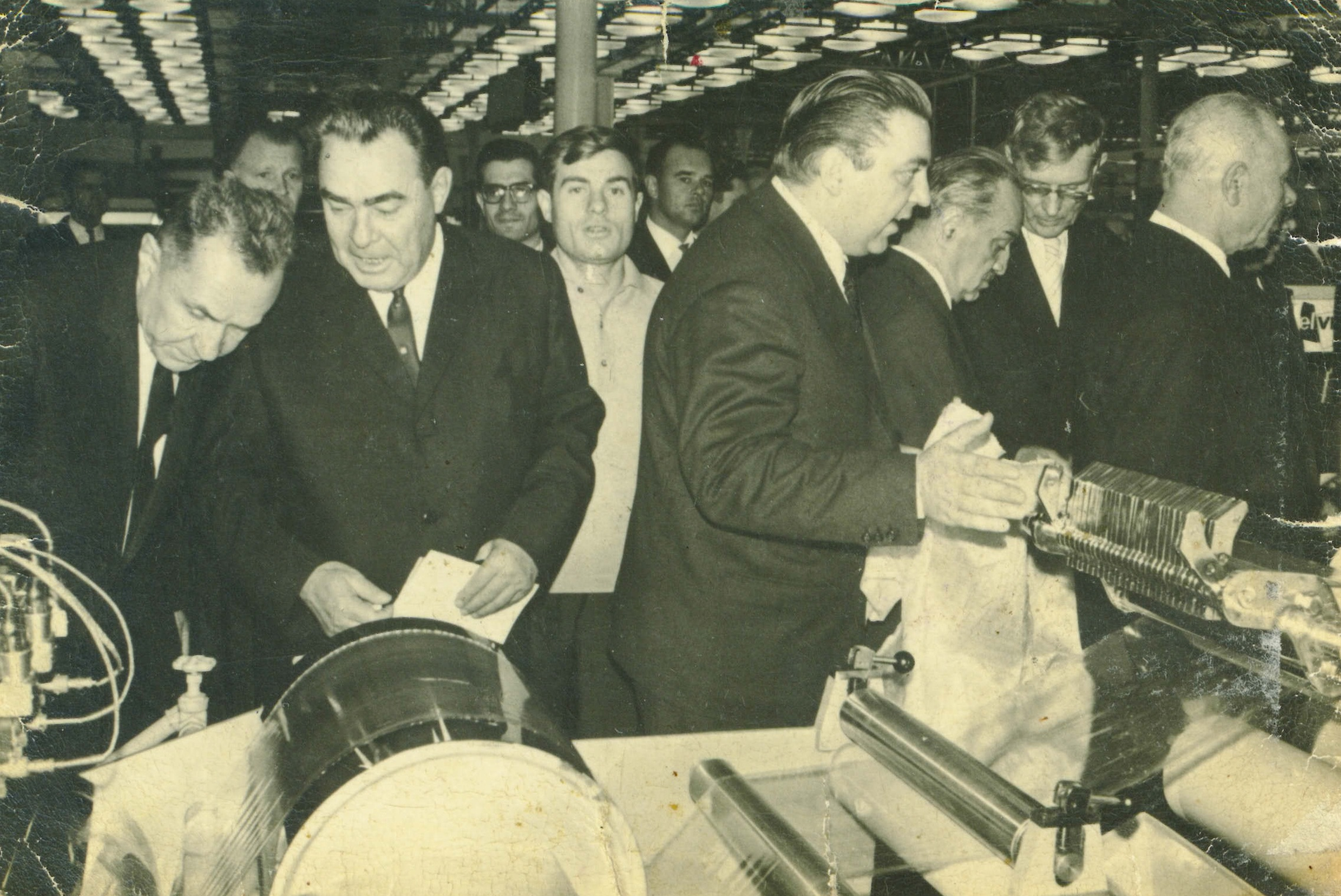
Marco e Dino Terragni (quarto da sinistra) che illustrano a Leonid Brežnev (secondo da destra) e a Leonid Kostandov i macchinari prodotti Covema nel 1965 durante la fiera interplast a Mosca.

Verso la fine degli anni cinquanta la Covema iniziò la produzione e vendita dei propri impianti in bolla. Nel frattempo iniziarono le esportazioni anche verso i mercati dell'America Latina e a Marco Terragni durante le sue missioni all'estero veniva richiesto di poter produrre in plastica oggetti vari fino ad allora realizzati in legno (Plastic-Wood) o carta o vetro. Iniziò così una fase di ricerca e sviluppo che portò Covema a creare due poli per ricerche specifiche quali la FIRS per la produzione di macchine per i profili per finestre e porte e la RIAP (Ricerca Industriali Applicazioni Poliolefiniche) di Zingonia (Bergamo) per lo sviluppo di applicazioni del polipropilene (PP) da poco polimerizzato da Giulio Natta presso il Politecnico di Milano. Nacquero così i primi impianti per la produzione di raffia sintetica e monofili: la prima fiera in cui Covema mostrò in funzione un impianto raffia in PP fu Equiplast di Barcellona nel 1969. La Montecatini collaborò intensamente con RIAP per la messa a punto di vari gradi di polimeri e copolimeri di PP. In RIAP vennero messi a punto anche alcuni impianti di downstream per la produzione di articoli di raffia o monofilo (tessuti, corde, sacchi tessuti eccetera).
Sempre presso la RIAP a inizio anni 70 un gruppo di ricercatori coordinati da Marco Terragni realizzò un primo impianto pilota per la produzione del Cartonplast (lastre alveolare in PP). Molti altri furono gli sviluppi di tecnologia messe a punto in quegli anni da Covema, tra cui l'estrusione in testa piana di foglia in PP e la termoformatura di detta foglia per produrre bicchieri monouso. Vennero inoltre messe a punte varie altre tecnologie per la produzione di tubi, di macchine per coprire i cavi eltettrici, linee di estrusione per il WoodPlast (legno sintetico), impianti di filatura multibava del tipo POY (Partially Oriented Yarns) o FDY (Fully Drawn Yarns) o BCF (Bulky Continuous Filaments) per Nylon, PA, PP, PET per la produzione di tapezzerie, tessuti per l'industria automobilistica, moquette e tappeti, filtri industriali, indumenti tecnici.
Presso la ditta Corima spa di Cassano Magnago Covema realizzò lo sviluppo specifico di impianti multibava e impianti per coprire i cavi elettrici.
La Plastiform di Paderno Dugnano venne invece creata da Covema per lo sviluppo di tecnologie per la termoformatura sia da foglia che da lastra. Vennero sviluppate le macchine della serie FC per formare e tagliare nella medesima stazione usando ferro trancia; della serie Rotoform che formava e tagliava con pressa trancia separata e a ripresa e della serie Multiform che formavano, fustellavano e impilavano in linea. Plastiform realizzò anche macchine termoformatrici per lastra per produrre ad esempio controporte e celle dei frigoriferi, vasche da bagno. Sempre presso Plastiform vennero messe a punto le prime linee di estrusione e termoformatura in linea ed all'uopo venne studiata un sistema di estrusione e calandratura compatto (soprannominato in seguito Compact) adatto ad essere messo in linea con termoformotrici specialmente della serie FC e Rotoform.
Le macchine Rotoform furono le prime in assoluto usate dal gruppo svizzero Ovotherm per la produzione di contenitori per uova in polistirene (PS). Nel corso degli anni settanta Ovotherm aprì varie fabbriche in tutto il mondo per la produzione dei porta uova in PS e Covema fu il partner che fornì la macchine necessarie per la termoformatura.
Altre aziende facenti parte del gruppo Covema erano la Omam spa di Solbiate Arno che si specializzò all'inizio alla produzione di impianti per tubi e la GBF di Milano, guidata dal presidente Carlo Odlas, che si dedicò alla produzione di presse ad iniezione. In particolare la GBF strinse una forte collaborazione con il colosso olandese Basell, che sviluppò numerosi brevetti utilizzando le macchine prodotte dal gruppo Covema.
Degna di nota anche la collaborazione di Covema con la ditta Magic s.p.a. di Monza specializzata nella produzione di linee di estrusione / soffiaggio per bottiglie di plastica.
Nel 1979, in seguito alla grave perdita di Dino Terragni, succede alla carica di presidente di Covema Marco Terragni. Quest'ultimo rassegnerà le dimissioni nel 1981 insieme agli amministratori delegati Ambrogio Fagnani e Felice Zicari, lasciando dunque le redini della società agli eredi di Dino Terragni. Sempre nel 1981 Covema venne nuovamente premiata come la prima azienda in Milano per valore di merce esportata nel triennio 1979-1980-1981, grazie soprattutto allo sviluppo della controllata Plastiform.
Concluso il decennio 1970, Covema Group risultò tra le prime aziende al mondo per volumi di affari e grandezza nel settore della produzione di macchinari per la lavorazione della plastica. Seguì un rapido declino negli anni '80 dovuto al trafugamento dei progetti tecnici, messo in atto da alcuni dipendenti. Questo consentì la creazione di società estere che garantivano gli stessi impianti ma a prezzi sensibilmente ridotti rispetto a quelli di Covema. Altri dipendenti invece passarono i disegni alle aziende concorrenti.

## Onorificenze
- Medaglia d'oro al premio degli esportatori

- Premio Mercurio D'Oro